# Tessellana tessellata
Espèce
Tessellana tessellata, la decticelle carroyée, est une espèce de sauterelles de la famille des Tettigoniidae.

## Dénominations
Synonyme : Platycleis (Tessellana) tessellata (Charpentier, 1825).

Noms vernaculaires : Decticelle carroyée, Dectique marqueté.

## Distribution
Cette espèce se rencontre en Europe, en Asie et en Afrique du Nord. Presque partout en France métropolitaine (sauf quelques départements du nord et de l'est). Disparue de Belgique et du Luxembourg. Très rare dans le sud de l'Allemagne.

## Description
Le corps mesurant de 14 à 16 mm, la decticelle carroyée figure parmi les plus petites decticelles. La couleur est brunâtre. Les élytres montrent une bande médiane brun foncé hachée de fines lignes obliques blanches. L'oviscapte recourbé de la femelle, de couleur brun foncé, court, atteint environ 5 mm.

## Habitat
Très thermophile, cette espèce affectionne les endroits secs, à végétation clairsemée, notamment les terres incultes exposées au soleil ; les adultes sont visibles de juillet à septembre.

## Comportement et stridulation
La decticelle carroyée est particulièrement active par temps ensoleillé ; très agile, elle fuit toute menace en effectuant plusieurs bonds successifs d'inégales longueurs et de directions variées ; de plus, elle compte sur son mimétisme poussé par rapport au sol et aux végétaux desséchés.
La stridulation est faible, constituée de la succession de quelques accents grinçants, lents suivis d'accents plus rapides.